# Sága rodu Forsytů

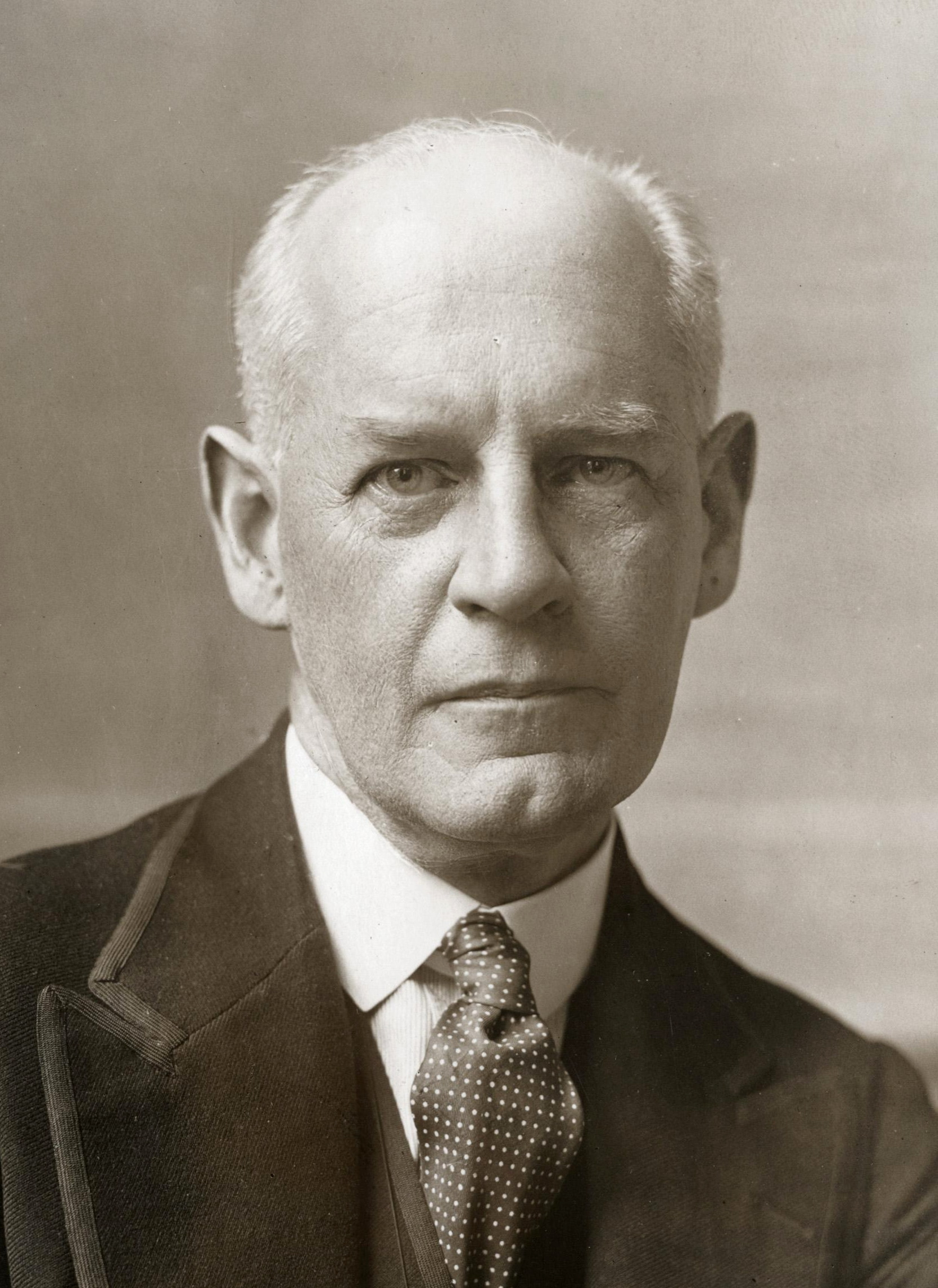
John Galsworthy

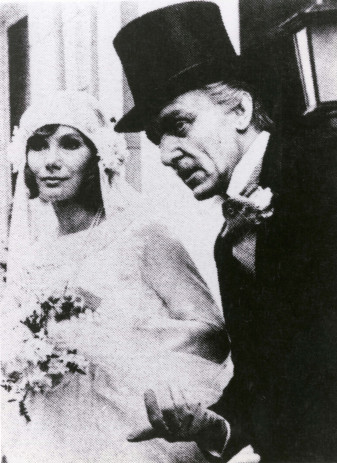
Záběr z filmové adaptace Ságy rodu Forsytů

Sága rodu Forsytů (The Forsyte Saga) je románová trilogie a zároveň nejznámější dílo anglického spisovatele Johna Galsworthyho, nositele Nobelovy ceny za literaturu za rok 1932. Do češtiny přeložil Zdeněk Urbánek.
Rozsáhlá kronika, líčící osudy tří generací anglického patricijského rodu od roku 1886 až do počátku dvacátých let 20. století, vznikala téměř šestnáct let a kompletně byla poprvé vydána roku 1922. Její souhrnný název zvolil Galsworthy se zřetelným ironickým záměrem, protože slovo „sága“ vyvolává představu hrdinských činů, jimiž se Forsytové zrovna nevyznamenávají. Celé dílo se skládá se ze tří románů a dvou povídek, tzv. meziher:
- The Man of Property (1906, Vlastník), česky také pod názvem Bohatec, podle mnohých názorů nejlepší autorův román.
- Indian Summer of a Forsyte (Forsytovo babí léto), první mezihra poprvé vydaná v knize Five Tales (1918, pět povídek).
- In Chancery (1920, V pasti), román, česky též jako V osidlech.
- Awakening (1920, Probuzení), povídka, druhá mezihra.
- To Let (1921, K pronajmutí), román.

## Děj jednotlivých románů

### Vlastník
Děj prvního dílu trilogie, románu Vlastník začíná roku 1886, kdy rod Forsytů, typický představitel anglické vyšší střední třídy, dosahuje největšího rozkvětu, ale podobně i počátku úpadku své moci. Životním cílem Forsytů, za nímž jdou se vší svou energickou sveřepostí a sobeckostí, je hromadění majetku. Vlastnické instinkty jsou v knize zosobněny především v postavě Soamese Forsyta, advokáta a sběratele umění, považujícího za svůj majetek i vlastní ženu Irenu, která představuje prvek zneklidňující krásy, pronikající do vlastnického světa. Střetnutí majetnictví s krásou se stane osudným pro obě strany. Soames nechápe, že krása a láska potřebují svobodu, aby se mohly rozvíjet, a Irena nechová ke svému ledovému manželovi žádný vřelý cit. Sbližuje se proto s architektem Philipem Bosinneym, který staví Soamesovi nádherné sídlo na Robin Hillu poblíž Londýna. Žárlivostí rozběsněný Soames nejprve Philipa přivede na mizinu soudním procesem pro neustálé překračování rozpočtu stavby a následně jej dožene k zoufalství, když se Philip dozví od Ireny, že ji její manžel fakticky znásilnil. V tomto stavu Philip zahyne pod koly vozu. Pro Soamese to však neznamená nic víc než uplatnění vlastnického práva.
Autor v románu jedinečným způsobem a na základě hlubokého proniknutí do psychologie postav ukazuje, jak majetnický pud rozvrací a lidsky degraduje nejen vlastníka samého, ale i jeho okolí, protože znásilňuje přirozené lidské vztahy a ničí i nejhlubší lidské city.

### V pasti
V druhém dílu trilogie, v románu V pasti, i v obou mezihrách se Galsworthyho kritický postoj k Forsytům postupně mění v jakousi zdráhavou sympatii a v sentimentální soucit. Hlavním představitelem rodu se stává Jolyon Forsyte, který již ve Vlastníkovi projevoval odchylky od stroze majetnického forsytovského typu svou přemýšlivostí a lidskými city. Jolyon opouští své podnikatelské aktivity a užívá si svého majetku ve venkovském sídle na Robin Hillu, který koupil od bratrance Soamese, kde postupně podlehne kouzlu nyní již rozvedené paní Ireny, která unikla z tísnivého manželského svazku a přišla na Robin Hill vzpomínat na mrtvého Bosinneyho. Změnil se i Soames. Silná otcovská láska k jeho dceři z druhého manželství Fleur i narůstající životní moudrost v něm přemáhají bohatce a vlastníka ve prospěch člověka. Soames se pro Galsworthyho stává ztělesněním anglické spolehlivosti a pevnosti v období, kdy se celý svět otřásá v základech pod nárazy takových děsivých událostí, jakými je první světová válka. Autor sice i nadále pokračuje v zobrazování rozkladu a neodvratného pádu kdysi monolitního rodu, ale do jeho líčení proniká stále silnější nostalgie a stesk po starých časech.

### K pronajmutí
Třetí díl trilogie, román K pronajmutí, se odehrává po první světové válce a do popředí v něm vystupují vedle Soamese představitelé mladé generace, především Soamesova dcera Fleur, která sice svým nekonvenčním vystupováním otce často dráždí, ale přesto hluboko v sobě skrývá staré forsytovské majetnické instinkty. A tak její horečné citové hledání a nešťastná láska k synovi Jolyona a Ireny, které nepřejí obě znepřátelené strany, končí v konvenčním sňatku s aristokratem Michaelem Montem, při němž se forsytovské peníze spojují s půdou a šlechtickými tituly Montů. Přes všechen vnější lesk a pompu je však stárnoucímu Soamesovi zřejmé, že stará imperiální Anglie je i se svými tituly po první světové válce „k pronajmutí“, že její éra neodvratně končí.

## Filmové adaptace
- 1967 Sága rodu Forsytů (seriál, 1967), anglický televizní seriál. Hrají: Richard Pearson, Kenneth More, Michael York.
- 2002–2003 Sága rodu Forsytů (seriál, 2002), anglický televizní třináctidílný seriál. Režie: Dave Moore, Andy Wilson, Christopher Menaul, hrají: Damian Lewis, Rupert Graves, Gina McKee, Corin Redgrave, Emma Griffiths Malin, Ben Miles.